# 新北市三峽區有木國民小學
新北市立有木國民小學簡稱有木國小，位於台灣新北市三峽區有木里131號，鄰近滿月圓森林遊樂區及大板根森林遊樂區。

## 校史
民國54年，獨立創校。
民國59年，遷校工程竣工。完成教室七間。
民國60年，遷校，由舊校址遷至現址。

## 歷任校長
1. 陳成龍
2. 江坤松
3. 鄭榮漳
4. 陳超彬
5. 謝蕙如
6. 江銘書
7. 黃吉泰
8. 吳清男
9. 王基輔
10. 顏學復
11. 劉菊珍
12. 林逸松
13. 江百川

## 外部連結
- 有木國小 （页面存档备份，存于）